# Iuliu Coroianu

Iuliu Coroianu

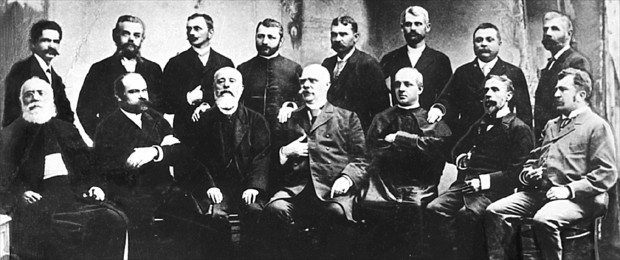
Autorii Memorandumului Transilvaniei. Iuliu Coroianu este al doilea din rândul de jos (de la stânga la dreapta)

Iuliu Coroianu (n. 1847, Craidorolț, Satu Mare – d. 29 martie 1927, Cluj) a fost un jurist român din Transilvania, frate al Clarei Maniu. Iuliu Coroianu a fost deputat în Marea Adunare Națională de la Alba Iulia 1918.

## Familia
Tatăl său, Dumitru Coroianu, a fost protopop român unit (greco-catolic) de Craidorolț între 1843-1853.

## Studiile
Iuliu Coroianu a efectuat studii de științe politice și drept la Oradea, pe urmă la Universitatea de la Budapesta, unde și-a luat licența în avocatură.

## Cariera profesională
Și-a început cariera ca jurist la Șimleu Silvaniei. În anul 1872 a ajuns subprefect în cercul Crasna din comitatul Crasna. Din 1874 a activat ca avocat la Cluj. În această calitate a fost apărător în procesele penale deschise unor jurnaliști români. În urma străduințelor sale  s-a înființat la Cluj în anul 1886 instituția de credit și economii Economul. Din 1881 a activat ca membru în adunările (conferințe) alegătorilor români, ulterior a fost ales în Comitetul central al Conferinței alegătorilor români din 1888.
A redactat și prezentat la conferință un memorial cu obiectivele Partidului Național Român din Transilvania și Ungaria.
Între 1918-1920 a fost ministru al agriculturii în Consiliul Dirigent al Transilvaniei.